# Minot, Dakota de Nord
Minot este sediul comitatului Ward (conform originalului din engleză, Ward County), unul din cele 53 de comitate ale statului american Dakota de Nord. Populația orașului fusese de 40.888, conform Census 2010.
1. ↑   https://www.minotnd.org/392/Mayor, accesat în 24 martie 2022 Lipsește sau este vid: |title= (ajutor)